# Solenopsis provincialis
Solenopsis provincialis é uma espécie de formiga do gênero Solenopsis, pertencente à subfamília Myrmicinae.